# Jeʹvida
Jeʹvida (skoltsamisch, [ˈjeˌvi̞d̥a]) ist ein in Finnland produzierter Film der skoltsamischen Regisseurin Katja Gauriloff. Weltpremiere war im Juni 2023 auf dem Tribeca Film Festival in New York. Außerdem lief der Film im September 2023 auf dem Toronto International Film Festival, bei dem in diesem Jahr insgesamt drei samische Filme präsentiert wurden. Am 20. Oktober 2023 hatte der Film Kinopremiere in Finnland.

## Hintergrund und Handlung

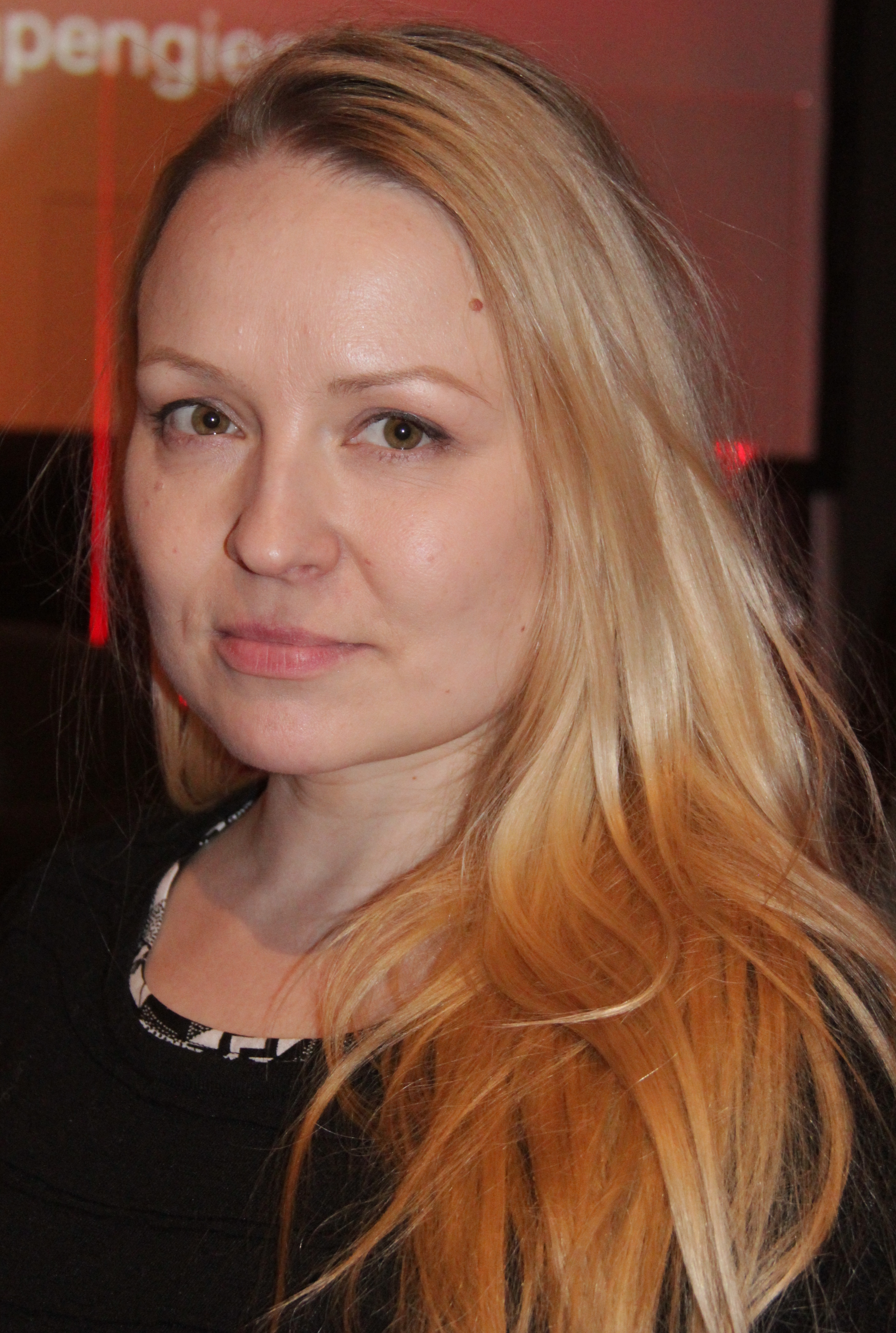
Die Regisseurin von Jeʹvida ist die 1972 geborene skoltsamische Dokumentar- und Spielfilmerin Katja Gauriloff (hier auf dem Internationalen Filmfestival Göteborg, 2017)

Jeʹvida ist der erste Spielfilm auf Skoltsamisch, einer marginalisierten Minderheitensprache in Finnland, Norwegen und Russland. Die Sprache hat heute nur noch etwas mehr als 300 Sprecher. Die meisten von ihnen leben in der Gemeinde Aanar (finnisch Inari) in Finnland. Ursprünglich lebte ein Großteil der Skoltsamen in den Gebieten von Peäccam (Petsamo, heute russisch Petschenga) und Suõʹnnʼjel (Suonikylä, heute in Russland aber nicht mehr besiedelt), von wo sie als finnische Staatsbürger während des Winterkriegs nach Finnland evakuiert und nach dem Ende des Zweiten Weltkriegs vor allem in den Dörfern Čeʹvetjäuʹrr (finnisch Sevettijärvi) und Njeäʹllem (Nellim) angesiedelt wurden.
Der Film behandelt die Auswirkungen der Finnisierung auf die Sprache und Kultur der Skoltsamen. Die Protagonistin des Films trägt den skoltsamischen Vornamen Jeʹvida (der mit dem russischen Vornamen Jewida (Евида) etymologisch verwandt ist), lebt aber als Iida, die finnische Variante  des Namens. Die Filmhandlung verfolgt das Leben der heranwachsenden Protagonistin, die ihre samische Herkunft Zeit ihres erwachsenen Lebens zu verbergen versucht. Das Werk wurde mit den Filmen Das Mädchen aus dem Norden (2016), der von einer samischen Frau im Schweden der 1930er Jahre handelt, und Elina (2002) über die Schwedisierung von Finnischsprachigen in Tornedalen in den 1950er Jahren, verglichen.
Jeʹvida wird von den Skoltsamen Agafia Niemenmaa, Heidi Uʹlljan Gauriloff sowie der Finnin Sanna-Kaisa Palo gespielt, deren Rollen drei unterschiedliche Lebensphasen darstellen: das 10-jährige Mädchen im Jahr 1952, die junge Erwachsene in den 1960er Jahren und die Frau im Alter von 76 Jahren in der Gegenwart. Skoltsamische Schauspieler erscheinen auch in anderen Rollen, so Heini Wesslin, Erkki Gauriloff und Matleena Fofonoff. Der zweite Drehbuchautor, neben der Regisseurin, war der nordsamische Dichter und Schriftsteller Niillas Holmberg.
Der Film wurde von Joonas Berghälls Produktionsfirma Oktober produziert und von Future Film in die finnischen Kinos gebracht.
Der Film fand Aufmerksamkeit in den überregionalen Medien Finnlands, u. a. auf Finnisch (Helsingin Sanomat und das finnischsprachige YLE), auf Schwedisch (Hufvudstadsbladet und das schwedischsprachige YLE) und auf Skoltsamisch (samischsprachiges YLE). Auch in ausländischen samischsprachigen Medien wurde über ihn berichtet, z. B. in der Zeitung Ávvir in Norwegen.